# ماگدالنا اریکسون
ماگدالنا اریکسون (سوئدی: Magdalena Eriksson؛ زادهٔ ۸ سپتامبر ۱۹۹۳) مدافع چپ فوتبال زنان اهل سوئد است.

## باشگاهی
از باشگاه‌هایی که در آن بازی کرده می‌توان به باشگاه فوتبال لینشوپینگ و دیوری گردن اشاره کرد.

## تیم ملی
او همچنین عضو تیم ملی فوتبال زنان سوئد است و در بازی‌های المپیک ۲۰۱۶ ریو به همراه این تیم برندهٔ مدال نقره شد.